# Cesare Valbusa
Cesare Valbusa (Verona, 1963) è un batterista italiano.
Nato a Verona, inizia a suonare la batteria a undici anni.
A diciotto suona con un gruppo di musica dance in Finlandia, Norvegia, Germania e Svizzera.
Studia batteria con i Maestri Giorgio Salgarelli, Valerio Abeni, Franco Rossi, Alfredo Golino e Lele Melotti.
Negli anni ottanta fa parte della band del chitarrista Blues Rudy Rotta.
Con lui suona in numerosi concerti in Europa e in Italia con la collaborazione di vari musicisti americani, tra cui Love Lee, pianista di Muddy Waters, Karen Carroll, Louisiana Red e molti altri.
Gli anni novanta sono caratterizzati dal gruppo etno/rock Charlie & the Cats: trio storico nel panorama della musica bresciana, con Charlie Cinelli ed Alan Farrington.
In quegli anni Cesare collabora con vari studi di registrazione, tra i quali General Records e Azzurra Music.
Ha modo così di registrare con artisti quali, Bernardo Lanzetti (PFM), Bobby Solo, Bruno Lauzi.
Da ricordare nel 1994 la partecipazione, con il gruppo De Iure (vincitore Italiano), alla terza edizione del Rock Contest "Music Quest" in Giappone, concorso internazionale di musica pop e rock indetto dalla Yamaha.
In seguito molte le collaborazioni e i progetti: Paola & Chiara e Omar Pedrini, Tempo Rei, Luca Olivieri, Hippie Tendencies.
Inoltre collaborazioni con musicisti americani: T.M. Stevens (T. Turner), Steve Logan (M. Petrucciani), James Burton (Elvis Presley), Johnny Hiland, Tommy Emmanuel e John Jorgenson(Elton John, Barbra Streisand).
Con Jorgenson collabora dal 2002. Concerti in America ed Europa. All'attivo un album registrato a Nashville (Ultraspontaine) e un DVD live at Teatro Olimpico di Vicenza.
Nel 2012 suona con Andy Timmons al Teatro Comunale di Vicenza. Nel 2013 e 2018 partecipa al Guitar Town Festival a Copper Mountain in Colorado con la John Jorgenson Electric Band. Nel occasione suona anche con i chitarristi Robben Ford (Miles Davis Yellow Jackets), Carl Verheyen (Supertramp).

## Discografia
- 1987 - JOHN PAPA BOOGIE - HOT'N'COLD - Artmusic Production
- 1988 - TAO RAVAO BLUES BAND - FROM MADAGASCAR TO CHICAGO live at "IL POSTO"
- 1988 - RUDY'S BLUES BAND - REASON TO LIVE - Ala Bianca
- 1990 – ARTISTI VARI – Verona, dedicato a John Lennon
- 1993 - RUDY ROTTA BAND & FRIENDS - DIABOLIC LIVE - Hot Fox Record
- 1993 - CHARLIE & THE CATS - GREATEST TITS
- 1994 - DISCO ROCK '80 Vol.2 - Dig it International
- 1994 - CHARLIE & THE CATS - ORZINUOVI
- 1994 - DE IURE - LIVE FROM THE 3RD MUSIC QUEST Tsumagoi, Japan
- 1995 - CHARLIE & THE CATS - VAKAPUTANGA
- 1996 - CHARLIE & THE CATS - BACIAMI L'ORSO
- 1996 - POWER TEST - Technics Panasonic - Techne
- 1997 - LORIS COLTRO - STARE INSIEME A TE - Azzurra Music
- 1998 - CHARLIE & THE CATS - DES AGN DE LAIV
- 1999 - BERNARDO LANZETTI - MASTER POETS - Azzurra Music
- 1999 - MAURO OTTOLINI - OTTO FUNK PROJET'
- 2000 - THE VERY BEST OF BLUES - con Pasetto, Farrington, Gibellini, Sabbioni, Peggiani.
- 2000 - TEMPO REI - BOSSA NOVA - Azzurra Music
- 2000 - TEMPO REI - MUSICA POPULAR BRASILEIRA - Azzurra Music
- 2001 - TEMPO REI - INSTINTO TROPICAL - Azzurra Music
- 2001 - LUCA OLIVIERI - I'M FROM THE COUNTRY - Azzurra Music
- 2002 - VALENTINO MAGNANI - DATA ZERO
- 2003 - LUCA OLIVIERI - ELVIS LOVE SONGS
- 2003 - BOBBY SOLO - LET'S SWING - Azzurra Music
- 2003 - BOBBY SOLO - GREATEST HITS - Azzurra Music
- 2003 - MARINI/FARRINGTON/VALBUSA - LOUNGE OUT - Azzurra Music
- 2003 - HIT ITALIA VOL.1 2003 100% COVER - Azzurra Music
- 2003 - ALL THE HITS VOL.1 2003 100% COVER - Azzurra Music
- 2003 - BRUNO LAUZI - Il MANUALE DEL PICCOLO ESPLORATORE - Azzurra Music
- 2003 - CHARLES BENVENUTO - (chanson D'Amour) DE LA FRANCE - Azzurra Music
- 2003 - TRIBUTO CHARLIE AND THE CATS
- 2004 – JERRY CALA' - ANNI '60 - Azzurra Music
- 2004 - CHRISTIAN - FINALMENTE L'ALBA - Azzurra Music
- 2005 - CHARLIE & the CATS – THE ORIGINAL
- 2005 - THE ORIGINAL CHARLIE & THE CATS - Ö! - Charlie Cinelli
- 2006 - BRUNO LAUZI - CIOCCOLATINO - Rai Trade
- 2007 - JOHN JORGENSON QUINTET - ULTRASPONTANE - J2 RECORDS
- 2009 - FRANCESCO PALMAS - OBRIGADO - I Cuochi
- 2009 - CASTELLI, BERGAMACHI, GUIDUCCI - MARE DI MEZZO - Isabella Network Records
- 2010 - HIPPIE TENDENCIES - HIPPIE TENDENCIES - Penthar
- 2011 - LUCA OLIVIERI - THE BEST OF - Azzurra Music
- 2011 - ALAN FARRINGTON - MAD MAN IS BACK